# Anthony Brown

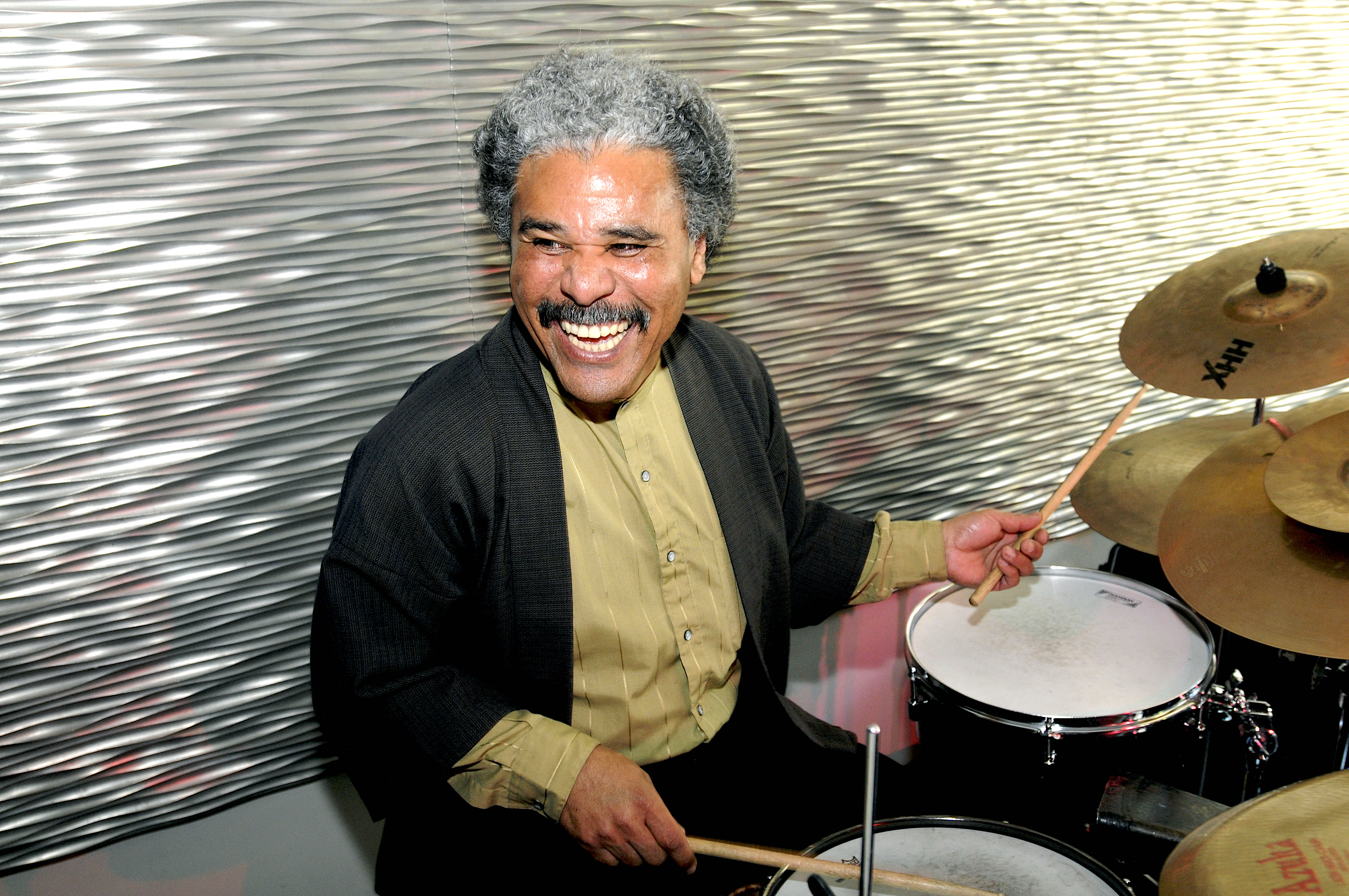
Anthony Brown in 2011

Anthony Brown is een Amerikaanse jazz slaginstrumentalist, drummer, componist, bandleider en etnomusicoloog. Zijn vader is een Chotaw en Afro-Amerikaans en zijn moeder is  een Japanse. Brown is gespecialiseerd in het combineren van Amerikaanse instrumenten met Aziatische instrumenten. Hij leidt een cross-culturele muziekgroep, genaamd Asian American Orchestra, waarvan de interpretatie van Duke Ellingtons album The Far East Suite werd genomineerd voor een Grammy Award in 2000. Brown heeft ook samengewerkt met Jon Jang en Mark Izu.
Hij behaalde een bachelordiploma voor muziek en psychologie op de Universiteit van Oregon en een masterdiploma en de titel Doctor of Philosophy op de Universiteit van Californië - Berkeley.

## Discografie
- Family (Aziatische improvisatie)
- Big Bands Behind Barbed Wire (Aziatische improvisatie)
- Far East Suide (Aziatische improvisatie)